# Tony Noël
Edme-Antony-Paul Noël (París, 1845 - Villebon-sur-Yvette, octubre de 1909) fue un escultor francés. Ganador del Premio de Roma en 1868.

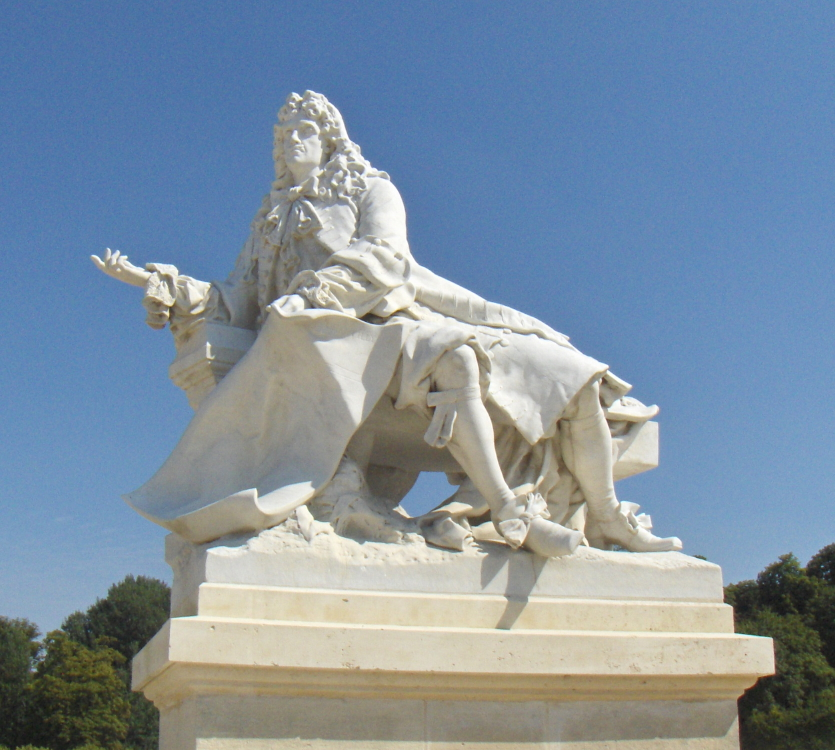
Escultura de André Le Nôtre, en los jardines del Castillo de Chantilly

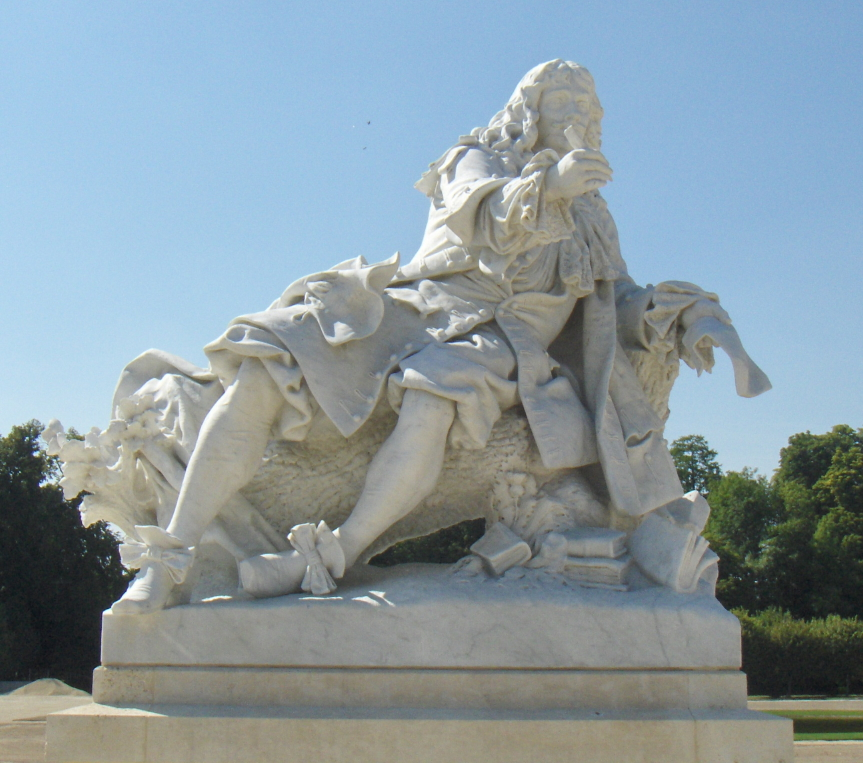
escultura de Molière, en los jardines del Castillo de Chantilly

## Datos biográficos
Alumno de la École nationale supérieure des beaux-arts de París.
En 1868, obtuvo el Premio de Roma en escultura con la escultura en bulto redondo titulada Teseo ganador del Minotauro, dio las gracias a los dioses
Comenzó a exponer en el Salón de París en 1872, abandonando el Salón de Artistas Franceses en 1891 para la exposición de la Société Nationale des Beaux-Arts, expuso por última vez en el Salón de 1901.
El 8 de agosto de 1897, visitó el Museo Frans Hals, acompañado por Eugene Dietz y H. Palland.
Tiene varios monumentos de París: El Reitaire en la Plaza del Templo, el monumento del Barón Isidore Taylor sobre el terraplén del Ambigú y las Musas y Apolo que corona la fachada occidental del Grand Palais (destruido), y en varias ciudades de provincia y en el castillo de Chantilly: Molière y Le Nôtre

## Obras

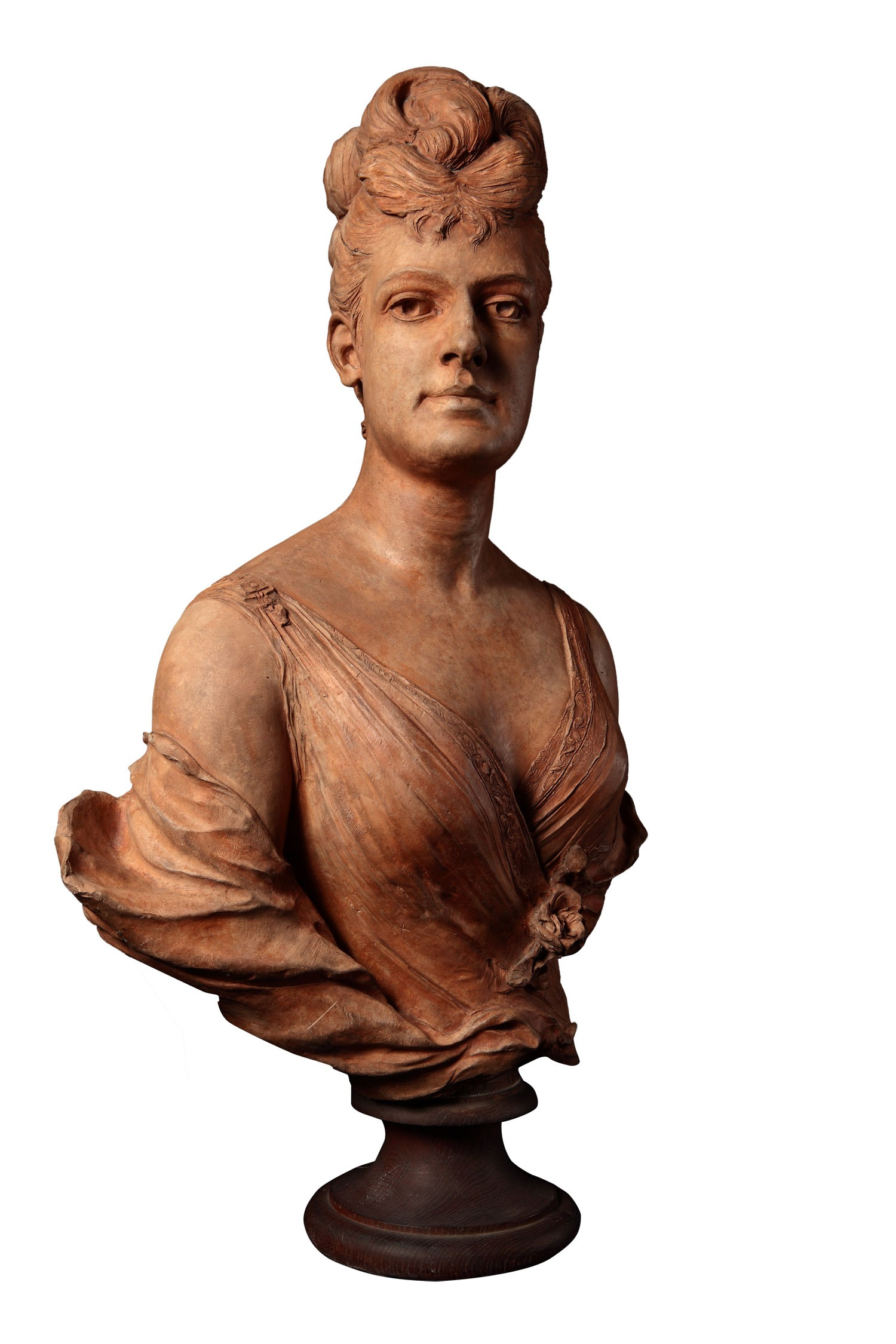
Retrato de la Señora Amalia Peña de Dormal - Tony Noël

Entre las mejores y más conocidas obras de Edme-Antony-Paul Noël se incluyen las siguientes:
- Teseo ganador del Minotauro, dio las gracias a los dioses

título en francés: Thésée vainqueur du Minotaure, remercie les Dieux, 1868, bulto redondeo de yeso, con el que obtuvo el Premio de Roma
- busto del pintor Thomas Couture(1815-1879)[3] Busto de 1882. Encargado en yeso por el estado , para su posterior reproducción en bronce. Uno de estos bronces se encuentra en la tumba de Couture en el cementerio del Père-Lachaise.
- Moliere[4] mármol en el Castillo de Chantilly